# Tuc de Fontana de Vielha
El Tuc de Fontana de Vielha és una muntanya de 2.581 m d'altitud, amb una prominència de 72 m, que es troba a la capçalera de la Noguera Ribagorçana, entre els municipis de Vielha e Mijaran, a la comarca de la Vall d'Aran i Montanui a la Ribagorça.